# Neue Bach Ausgabe

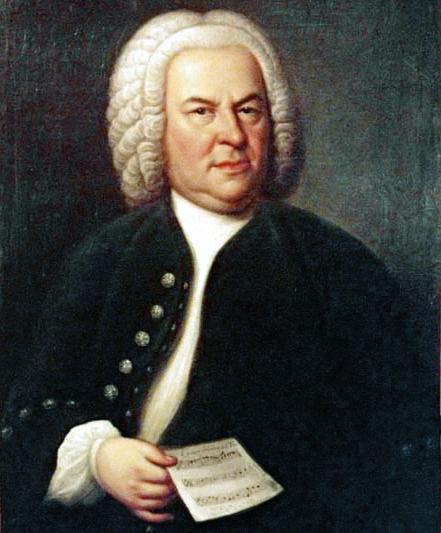
Bach

O Neue Bach Ausgabe(em português:Novo obras de Bach) é a segunda edição completa das músicas de Johann Sebastian Bach, publicado pela Bärenreiter. Seus primeiros volumes apareceram em 1954 e foi concluída em 2007. Tem 103 volumes, e é a sucessora da primeira edição completa da música de Bach publicada na segunda metade do século XIX pelo Bach Gesellschaft.
O Neue Bach Ausgabe consiste das seguintes séries:
I. Cantatas (46 volumes)
II. Masses, Passions, Oratorios (9 volumes)
III. Motets, Chorales, Lieder (4 volumes)
IV. Organ Works (11 volumes)
V. Keyboard and Lute Works (14 volumes)
VI. Chamber Music (5 volumes)
VII. Orchestral Works (7 volumes)
VIII. Canons, Musical Offering, Art of Fugue (2 volumes)
IX. Addenda (aproximadamente 7 volumes)
Supplemento, Bach Documents (8 volumes)